# Mike Miller
Michael Lloyd Miller ou também conhecido como Mike Miller, nasceu no dia 19 de Fevereiro de 1980 na cidade de Mitchell, Dakota do Sul. É um ex-jogador profissional de basquetebol norte americano que por último defendeu a equipe do Denver Nuggets da National Basketball Association (NBA).

## Carreira

### Início da carreira
Conhecido por sua habilidade para acertar bolas de três, estudou na Universidade da Flórida, de 1998 até 2000. Como um estudante de segundo ano, Miller levou a equipe para a final da NCAA 2000, perdendo para o Estado de Michigan. Ele foi selecionado como a 5ª escolha geral no Draft da NBA pelo Orlando Magic. Miller ganhou o 2001 NBA Rookie of the Year Award ao ser o primeiro jogador em seu primeiro ano a aparecer em todos os 82 jogos da temporada regular.

### Memphis Grizzlies
Foi negociado para Memphis no meio da temporada 2002-03 da NBA. Foi eleito Sexto Homem do Ano na temporada 2005-06. Obteve médias 13,7 ppg 5,4 rpg 2,7 apg e 47% nos arremessos de quadra e 41% a partir de três pontos em 30,6 minutos por jogo.
Em 03 janeiro de 2007 Miller fez nove cestas de três pontos em uma vitória sobre o Golden State Warriors, quebrando o recorde da franquia. Antes disso, no dois jogos anteriores Miller acertou sete bolas de três. Isso fez dele o primeiro jogador da NBA a acertar pelo menos sete cestas de três pontos em três jogos consecutivos desde George McCloud (1996). Após a temporada da NBA 2006-07, Miller foi anunciado como um membro da equipe de Basquete EUA.

### Minnesota Timberwolves
Em 26 de junho de 2008, Miller, Brian Cardinal, Jason Collins, e a quinta escolha do Draft da NBA de 2008, Kevin Love, foram enviados para Minnesota em troca de Marko Jaric, Antoine Walker, Greg Buckner e OJ Mayo.

### Washington Wizards
Em 23 de junho de 2009, Miller e Randy Foye foram enviados para o Washington Wizards em troca de Oleksiy Pecherov, Thomas Etan, Songaila Dario e uma primeira escolha no draft. Miller sofreu uma lesão no ombro e perdeu alguns jogos durante a primeira parte da temporada 2009-10 da NBA.

### Miami Heat
Em 15 de julho de 2010, Miller assinou um contrato de cinco anos no valor de 25 milhões de dólares com o Miami Heat. Miller machucou o polegar enquanto marcava LeBron James durante a pré-temporada, ficando em recuperação por várias semanas. Miller retornou oficialmente ao Miami Heat em 20 de dezembro de 2010, em um jogo em casa contra o Dallas Mavericks. Miller começou sua primeira partida em 22 de janeiro de 2011, devido a ausência de Dwyane Wade, e contribuiu com 32 pontos na vitória sobre o Toronto Raptors.
Em 17 de janeiro de 2012, Miller fez 6-6 em bolas de três em um jogo contra o San Antonio Spurs, para terminar com 18 pontos em seu retorno para o Heat, depois de perder vários jogos por causa de uma lesão. No jogo 5 da NBA Finals 2012, Miller fez sete cestas de três pontos, estabelecendo o recorde da NBA Finals em bolas três pontos marcadas por uma reserva. Ele não tinha feito qualquer cesta de três nos últimos quatro jogos da série. Miller terminou com 23 pontos, cinco rebotes e um roubo no jogo 5. Com Miami vindo a ganhar o campeonato da NBA. Na temporada seguinte, Miller mais uma vez foi fundamental na campanha que deu ao Heat o segundo campeonato consecutivo. Miami venceu o San Antonio Spurs por 4-3 nas finais. 

### Cleveland Cavaliers
Em 5 de agosto de 2014, Miller assinou com o Cleveland Cavaliers. Em Cleveland, juntou-se com companheiros da época de Miami Heat, LeBron James e James Jones. Após uma média de apenas 1,5 pontos em 12 minutos por jogo durante os primeiros 24 jogos da temporada, Miller fez sua primeira partida pelo Cavaliers em 19 de dezembro de 2014, contra o Brooklyn Nets, na qual marcou 21 pontos, com aproveitamento de 7 acertos em 8 tentativas nas bolas de três pontos, levando o time a vitória por 95 a 91. Miller exerceu sua opção de jogador em 2015, porém foi enviado para o Portland Trail Blazers em uma troca.

### Denver Nuggets
Após ser enviado a Portland, foi dispensado pelos Trail Blazers. Foi contratado pelo Denver Nuggets em 30 de setembro de 2015.

## Estatísticas na NBA
| † | Campeão da temporada da NBA |

### Temporada Regular
| Ano      |              | PJ  | PT  | MPJ  | AP   | 3P   | LL   | RT  | AS  | BR  | TO  | PPJ  |
| -------- | ------------ | --- | --- | ---- | ---- | ---- | ---- | --- | --- | --- | --- | ---- |
| 2000-01  | Magic        | 82  | 62  | 29.1 | .436 | .407 | .711 | 4.0 | 1.7 | 0.6 | 0.2 | 11.9 |
| 2001-02  | Magic        | 63  | 53  | 33.7 | .438 | .383 | .762 | 4.3 | 3.1 | 0.7 | 0.4 | 15.2 |
| 2002-03  | Magic        | 49  | 39  | 37.3 | .418 | .340 | .847 | 5.8 | 2.8 | 0.7 | 0.3 | 16.4 |
| 2002-03  | Grizzlies    | 16  | 13  | 22.5 | .510 | .500 | .806 | 3.4 | 1.9 | 0.4 | 0.3 | 12.8 |
| 2003-04  | Grizzlies    | 65  | 65  | 27.2 | .438 | .372 | .723 | 3.3 | 3.6 | 0.9 | 0.2 | 11.1 |
| 2004-05  | Grizzlies    | 76  | 51  | 30.0 | .505 | .433 | .720 | 3.9 | 2.9 | 0.7 | 0.3 | 13.4 |
| 2005-06  | Grizzlies    | 74  | 9   | 30.6 | .466 | .407 | .800 | 5.4 | 2.7 | 0.7 | 0.4 | 13.7 |
| 2006-07  | Grizzlies    | 70  | 69  | 39.1 | .460 | .406 | .793 | 5.4 | 4.3 | 0.8 | 0.3 | 18.5 |
| 2007-08  | Grizzlies    | 70  | 70  | 35.3 | .502 | .432 | .774 | 6.7 | 3.4 | 0.5 | 0.2 | 16.4 |
| 2008-09  | Timberwolves | 73  | 47  | 32.3 | .482 | .378 | .732 | 6.6 | 4.5 | 0.4 | 0.4 | 9.9  |
| 2009-10  | Wizards      | 54  | 50  | 33.4 | .501 | .480 | .824 | 6.2 | 3.9 | 0.7 | 0.2 | 10.9 |
| 2010-11  | Miami        | 41  | 2   | 20.4 | .401 | .364 | .676 | 4.5 | 1.2 | 0.5 | 0.0 | 5.6  |
| 2011-12  | Miami        | 39  | 2   | 19.3 | .435 | .453 | .400 | 3.3 | 1.1 | 0.4 | 0.2 | 6.1  |
| 2012-13  | Miami        | 59  | 17  | 15.3 | .433 | .417 | .727 | 2.7 | 1.7 | 0.4 | 0.1 | 4.8  |
| 2013-14  | Grizzlies    | 82  | 4   | 20.8 | .481 | .459 | .821 | 2.5 | 1.6 | 0.3 | 0.1 | 7.1  |
| Carreira |              | 913 | 553 | 29.1 | .462 | .409 | .769 | 4.6 | 2.8 | 0.6 | 0.2 | 11.8 |

### Playoffs
| Ano      | Equipe    | PJ | PT | MPJ  | AP   | 3P   | LL    | RT  | AS  | BR  | TO  | PPJ  |
| -------- | --------- | -- | -- | ---- | ---- | ---- | ----- | --- | --- | --- | --- | ---- |
| 2000-01  | Magic     | 4  | 4  | 28.0 | .396 | .389 | .750  | 4.5 | 1.8 | 0.0 | 0.8 | 12.0 |
| 2001-02  | Magic     | 4  | 1  | 18.0 | .333 | .125 | 1.000 | 1.3 | 1.3 | 1.0 | 0.0 | 4.8  |
| 2003-04  | Grizzlies | 4  | 4  | 24.5 | .353 | .385 | .333  | 3.0 | 0.8 | 1.3 | 0.0 | 7.5  |
| 2004-05  | Grizzlies | 4  | 4  | 27.5 | .486 | .471 | 1.000 | 2.5 | 2.8 | 0.0 | 0.8 | 12.0 |
| 2005-06  | Grizzlies | 4  | 1  | 26.8 | .400 | .125 | 1.000 | 3.8 | 1.8 | 0.5 | 0.5 | 8.5  |
| 2010-11  | Miami     | 18 | 0  | 11.9 | .340 | .297 | .000  | 2.7 | 0.7 | 0.4 | 0.1 | 2.6  |
| 2011-12  | Miami†    | 23 | 0  | 16.0 | .404 | .413 | .818  | 2.5 | 0.7 | 0.4 | 0.1 | 5.2  |
| 2012-13  | Miami†    | 17 | 5  | 13.6 | .467 | .444 | .000  | 1.9 | 0.9 | 0.5 | 0.1 | 3.4  |
| 2013-14  | Grizzlies | 7  | 1  | 24.7 | .357 | .483 | .778  | 3.7 | 1.3 | 0.9 | 0.0 | 7.3  |
| Carreira |           | 85 | 20 | 17.5 | .396 | .390 | .841  | 2.7 | 1.0 | 0.5 | 0.2 | 5.4  |

## Prêmios e Homenagens
- Campeão da NBA: 2011-12, 2012-13;
- NBA Rookie of the Year: 2000-01
- NBA All-Rookie Team: 2000-01
- NBA Sixth Man of the Year: 2005-06
- Seleção dos Estados Unidos:
  - FIBA Americas Championship:
    - Medalha de Ouro 2007